# Spomenik Tonetu Tomšiču, Ljubljana
Spomenik Tonetu Tomšiču je spomenik, posvečen Tonetu Tomšiču, ki se nahaja na križišču Šaranovičeve in Kumanovske ulice na Poljanah (Ljubljana) pred Osnovno šolo Poljane, ki je nekaj časa bila poimenovana po Tomšiču.
Ta spomenik, izdelan v slogu socialističnega realizma leta 1957, je prvi spomenik, posvečen individualnemu narodnemu heroju v Ljubljani. Spomenik oz. kip je izdelal Boris Kalin in je v nadnaravni velikosti.
Spomenik je bil leta 2003 razglašen za kulturno dediščino lokalnega pomena.